# Премия CRM — Fields — PIMS

Премия CRM — Fields — PIMS — ежегодная канадская исследовательская премия по математике; учреждена в 1994 году Центром математических исследований (фр. Centre de Recherches Mathématiques; CRM, Монреаль) и Институтом Филдса (англ. Fields Institute; Торонто), с 2005 года соорганизатором премии стал Тихоокеанский институт математики (англ. Pacific Institute for the Mathematical Sciences; PIMS, Ванкувер). Размер — 10 тыс. канадских долларов.
Лауреаты:
- 1995 — Гарольд Коксетер
- 1996 — Джордж Эллиот[англ.]
- 1997 — Джеймс Артур
- 1998 — Роберт Муди[англ.]
- 1999 — Стивен Кук
- 2000 — Израэль Сигал[англ.]
- 2001 — Уильям Татт
- 2002 — Джон Фридландер
- 2003 — Джон Маккей[англ.] и Эдвин Перкинс[англ.]
- 2004 — Дональд Доусон[англ.]
- 2005 — Дэвид Бойд[англ.]
- 2006 — Николь Томчак-Ягерман[англ.]
- 2007 — Жоэль Фельдман[англ.]
- 2008 — Аллан Бородин[англ.]
- 2009 — Мартин Барлоу[англ.]
- 2010 — Гордон Слэйд[англ.]
- 2011 — Марк Льюис[англ.]
- 2012 — Стево Тодорчевич[4][5]
- 2013 — Брюс Рид[англ.]
- 2014 — Ники Камран[англ.]
- 2015 — Кай Беренд[англ.]
- 2016 — Даниэль Уайс[англ.][6]
- 2017 — Генри Дармон[7]
- 2018 — Джереми Квестел[англ.][8]
- 2019 — Насиф Гхусуб[англ.][9]
- 2020 — Катерин Сулем[англ.][10]